# نمل قرصي الدرقة
النمل القرصي الدرقة (الاسم العلمي:Discothyrea) هو جنس من النمل يتبع القبيلة النملاوية القرناء من أسرة النملاوات القرناء.

## أنواع النمل القرصي الدرقة
- نمل قرصي الدرقة المايا
- نمل قرصي الدرقة مداري
- نمل قرصي الدرقة صدفي
- نمل قرصي الدرقة برزخي
- نمل قرصي الدرقة ثنائي الأسنان
- نمل قرصي الدرقة قصير
- نمل قرصي الدرقة قطبي جنوبي
- نمل قرصي الدرقة كبير
- نمل قرصي الدرقة كروي
- نمل قرصي الدرقة مختلط
- نمل قرصي الدرقة مخملي
- نمل قرصي الدرقة مسنن